# Ponceau (couleur)
Pour les articles homonymes, voir Ponceau.

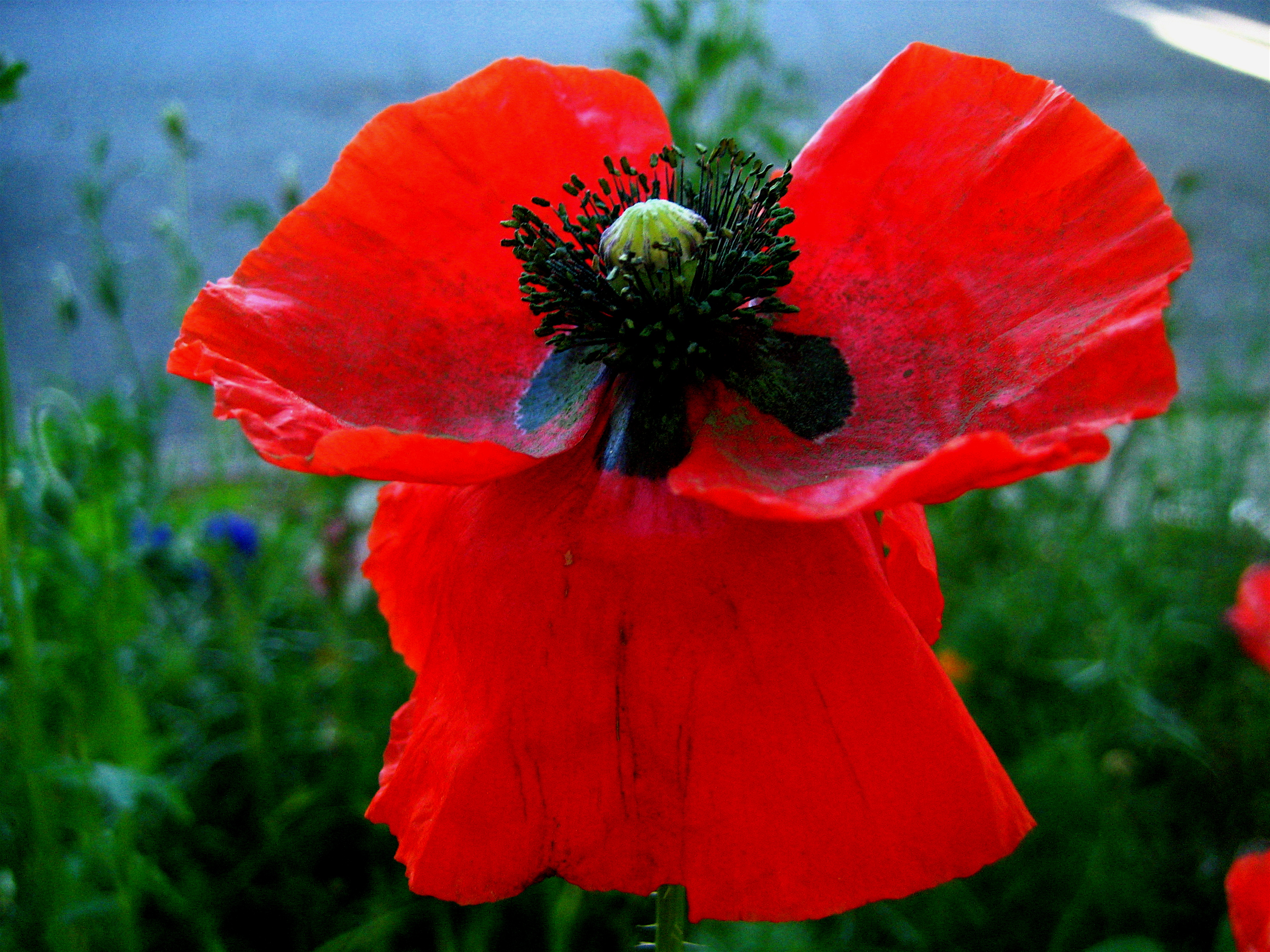
Fleur de coquelicot (Papaver rhoeas)

Ponceau est un nom de couleur qui indique la teinte rouge vif foncé de la fleur du coquelicot, dérivé au XVIIe siècle de poncel (XIIe siècle) ou ponceau, autre nom du coquelicot en ancien français. Le terme ponceau dans son sens de rouge foncé, est noté à la fin du XVIIe siècle par Furetière, qui illustre le nom de couleur par une référence à la mode : « Le ruban le plus cher est le ruban ponceau, teint en couleur de feu. ».
Rouge coquelicot peut être considéré comme un synonyme plus récent, moins littéraire. L'un et l'autre s'emploient principalement dans le contexte de la mode et de la décoration. Coquelicot coexiste avec Ponceau dès 1787 dans le livre de commandes de Madame Éloffe, couturière. Les deux termes ne se trouvent jamais dans la même note, et on ne peut savoir s'il s'agit de deux noms pour la même couleur, ou de deux couleurs différentes. Soixante ans plus tard, Chevreul note que le Coquelicot sur soie de M. Guignon est rouge-orangé et non rouge.
Ponceau est le nom commercial de plusieurs colorants azoïques, brevetés en 1878 par la maison Meister, Lucius et Brüning. À la même époque, une autre teinture, ou peut-être la même, par une autre firme, est proposée sous le nom de coquelicot. Ces colorants sont suivis d'une certaine quantité d'autres adaptés à divers usages (RC). Ces teintures, et quelque temps après, des pigments azoïques, ont remplacé, de façon beaucoup moins coûteuse, le rouge de cochenille pour la teinture des textiles (PRV).
La nuance du rouge ponceau est celle de l'écarlate de cochenille ; cependant, on peut distinguer dans les ponceaux plusieurs nuances, y compris celle de la fleur. La couleur de soie ponceau teinte à la cochenille s'avivait avec un virage à l'eau acidulée. Au XIXe siècle, Chevreul a entrepris de repérer les couleurs entre elles et par rapport aux raies de Fraunhofer. Il cote le rouge ponceau type 1 rouge 10 ton. Mais le Ponceau de l’Instruction générale sur la teinture des laines de 1671 donne, selon lui, plutôt 3 rouge et 4 rouge 10 ton ; le 4 rouge est aussi la nuance de la soie ponceau de Guinon.
Canson propose un papier mi-teintes 506 coquelicot qui tire plus sur l'orange que son 505 rouge vif. Chez Letraset le 093 coquelicot est carminé. En décoration, on trouve 506 coquelicot.

La Régie autonome des transports parisiens (RATP) utilise le nom de couleur coquelicot pour identifier des lignes de transports en commun, d'abord Coquelicot, puis à partir de janvier 2018 Coquelicot.